# ツォルキン
ツォルキン（暦）は、マヤ文明において使われていた暦。260日を一周期とし、神聖暦あるいは儀式暦などと呼ばれることがある。ツォルキンは、ユカテコ語で「日の勘定」という意味であるが、この暦の元の名はわかっていない。

## 概要
先コロンブス期のメソアメリカでは260日暦は日常生活や宗教儀式や日々の占いに欠かせない暦であり、アステカ暦ではトナルポワリと呼ばれる。現在でも260日の暦を使用している部族がいる。
なぜ260なのかは、マヤにおいて天上は13の層があり、手足の指の数が合計で20だからという説や、二十進記数法が使用されていたからという説がある。
メキシコのオアハカ州サン・ホセ・モゴテの石碑3（紀元前600年ごろ）には260日暦に由来する「1の地震」と読める名前が記されている。マヤ地域においてはサン・バルトロ遺跡の壁画（紀元前3世紀ごろ）に「7の鹿」（現在の慣用に従うと「7マニク」）と読める箇所が発見された。
「ツォルキン」という名前、および20の日の名前はいずれも植民地時代のユカテコ語のものを慣用的に使用している。ほかの地域では別の名前で呼ばれていた。たとえばキチェ語ではツォルキンをチョルキフと呼び、各日の名はImox, Ic, Acbal, Cat, Can, Camey, Queh, Canel, Toh, Tzi, Batz, E/ei, Ah, Balam, Tziquin, Ahmac, Noh, Tihax, Caoc, Hunahpuであった。
ツォルキンとハアブ（暦）が組み合わされて約52年で一周期の暦となる。これをカレンダー・ラウンド（rueda calendárica）という。

## 13の係数と20の日
ツォルキン暦は、1から13までの数字（係数）と20の「日」が順次組み合わさってできる暦になっている。
20の「日」は、順に、
| 1. イミシュ 2. イック 3. アクバル 4. カン 5. チクチャン 6. キミ 7. マニク 8. ラマト 9. ムルク 10. オック | 1. チュエン 2. エブ 3. ベン 4. イシュ 5. メン 6. キッブ 7. カーバン 8. エツナブ 9. カワク 10. アハウ |

と呼ばれる。つまり1イミシュの翌日は、2イックとなり、最小公倍数の260の組み合わせが終わると、また1イミシュにもどる。